# Bupleurum mongolicum
Bupleurum mongolicum là một loài thực vật có hoa trong họ Hoa tán. Loài này được V.M.Vinogr. mô tả khoa học đầu tiên năm 1985.